# 上野卓哉
上野 卓哉（うえの たくや、1932年5月23日 - 2024年7月19日）は、日本の経営者。東北放送社長を務めた。

## 来歴・人物
東京都目黒区出身。1956年に東北大学文学部西洋学科を卒業し、同年に東北放送に入社。1988年6月に取締役、1994年6月に常務、1997年6月に専務を経て、1998年10月に社長に就任。2005年4月に取締役相談役に就任。
2006年4月に旭日小綬章を受章。
2024年7月19日、老衰のため仙台市内の高齢者用医療ケア施設で死去。92歳没。